# Kolárovice
Kolárovice – wieś i gmina (obec) w powiecie Bytča, kraju żylińskim, w północnej Słowacji. Pierwsza pisemna wzmianka o wsi pochodzi z 1312 roku.
Kolárovice położone są w dolinie potoku Kolarovickiego potoku w Jawornikach.

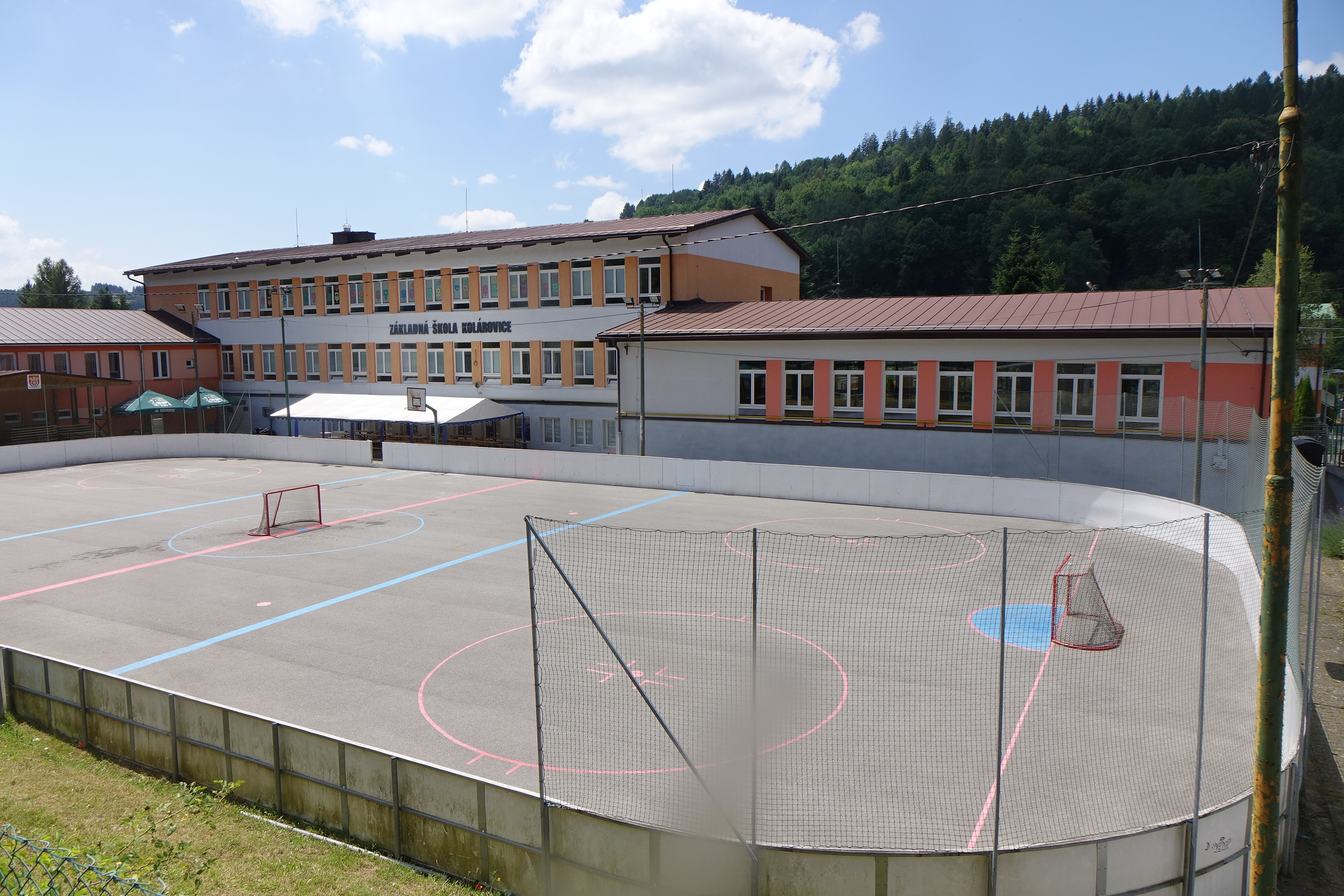
Szkoła
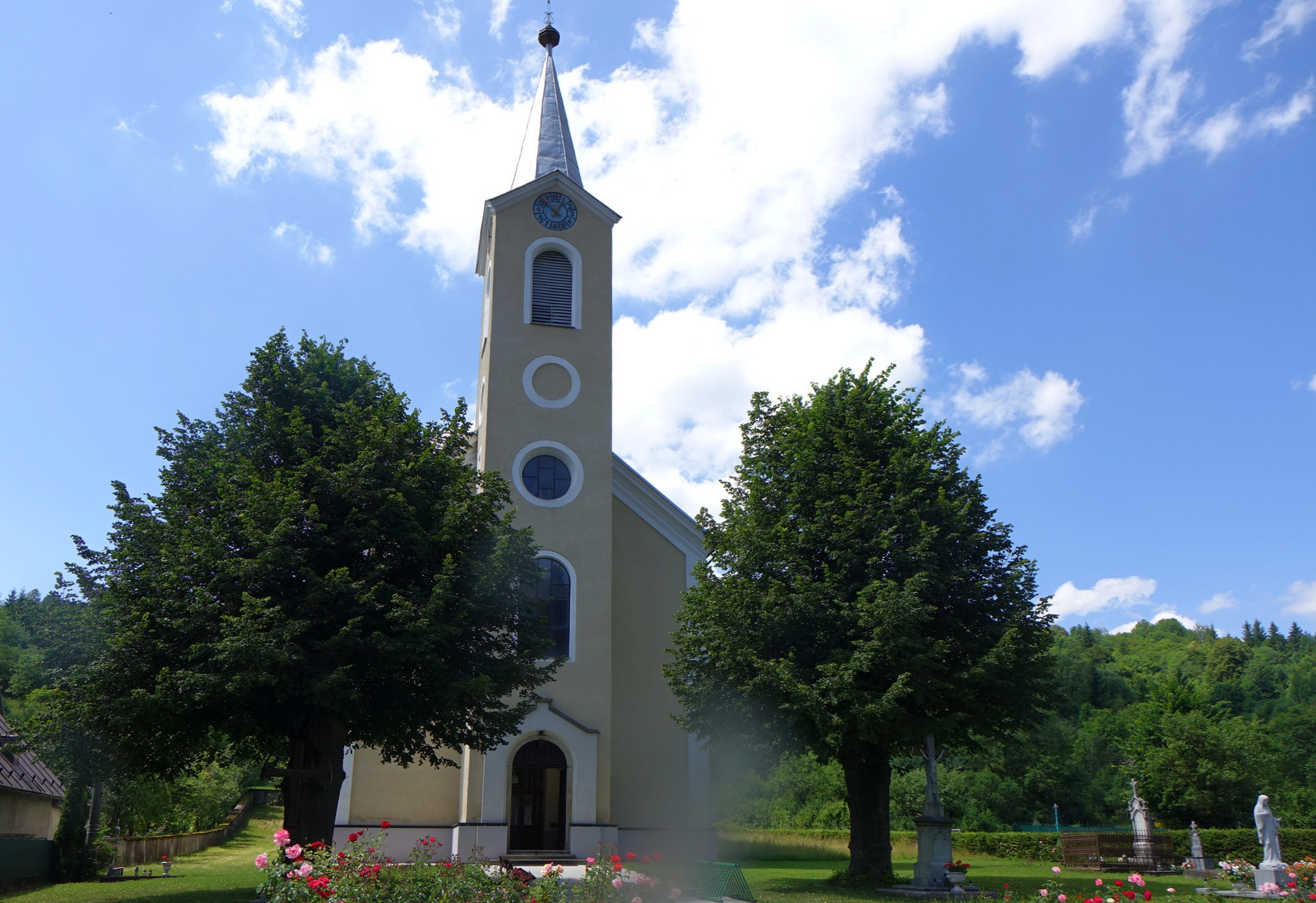
Kościół
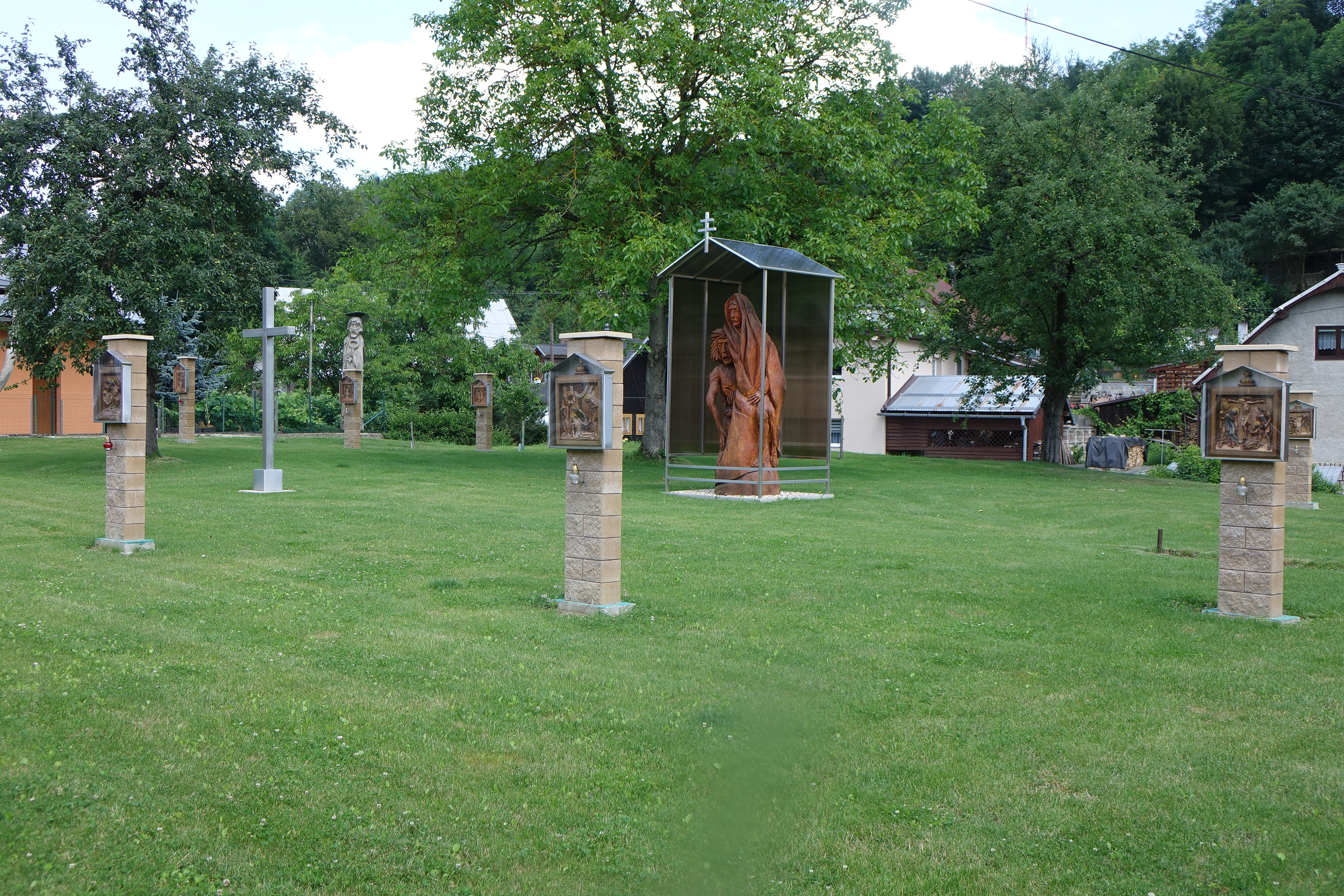
Droga krzyżowa
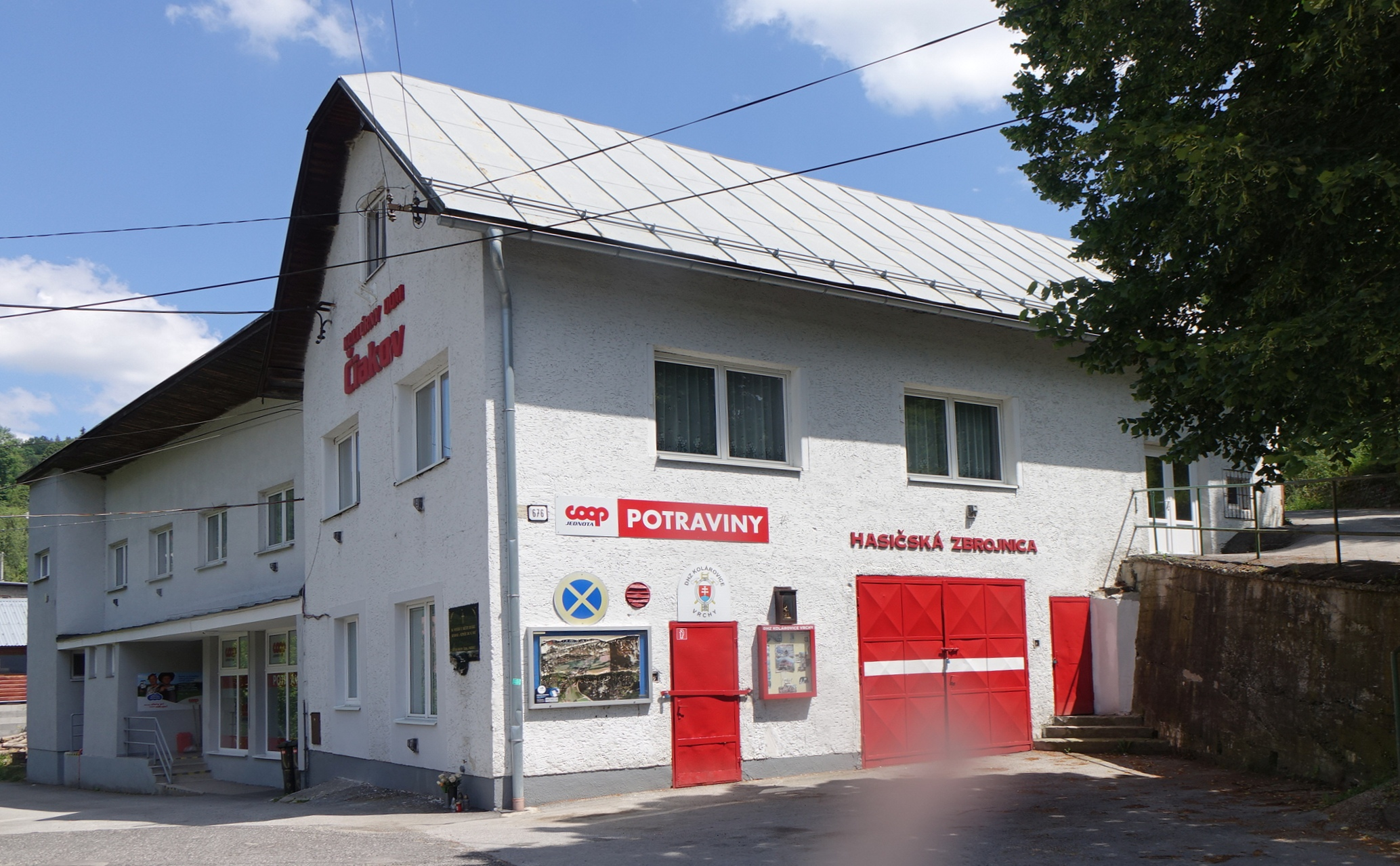
Remiza strażacka